# 1079 w polityce
Wydarzenia polityczne w 1079 roku.

## Wydarzenia
- 11 kwietnia biskup krakowski Stanisław ze Szczepanowa zostaje stracony na rozkaz króla Bolesława II Szczodrego[1].
- Początek panowania Władysława Hermana (do 1102) po wygnaniu Bolesława Śmiałego[2].